# Mayburya
Mayburya is een geslacht van uitgestorven kreeftachtigen uit de klasse van de Ostracoda (mosselkreeftjes).

## Soorten
- Mayburya pseudoexcavata (Herrig, 1964) Coles & Whatley, 1989 †
- Mayburya trentoniensis (Bonnema, 1941) Coles & Whatley, 1989 †